# Lolicon
Lolicon (ロリコン rorikon), er et japansk portmanteau af ordene "Lolita complex". I Japan beskriver begrebet en tiltrækning af unge piger, eller et individ der tiltrækkes af unge piger. Uden for Japan er begrebet mindre udbredt, og bruges oftest som reference til en genre af manga og anime, hvori barnagtige kvindelige figurer er afbildet på en erotisk måde. Udtrykket er en reference til Vladimir Nabokovs bog Lolita, hvori en midaldrende mand bliver seksuelt besat af en 12-årig pige. Den tilsvarende betegnelse for tiltrækningen af (eller tegninger indeholdende) unge drenge, er shotacon.
Nogle kritikere hævder, at lolicon-genren bidrager til det virkelige seksuelle misbrug af børn, mens andre hævder, at der ikke er beviser for dette, eller at der er beviser for det modsatte. Selvom flere lande har forsøgt at kriminalisere lolicons seksuelle former som børneporno, er Canada,[kilde mangler] Australien, New Zealand,[kilde mangler] Sverige, Philippinerne og Irland[kilde mangler] blandt de få lande, der faktisk har gjort dette.

## I Japan
Generelt er lolicon et ord, der bruges om seksuel tiltrækning af unge piger, eller piger med ungdommelige træk. Med andre ord kan det referere til faktisk eller oplevet pædofili og efebofili. I store træk henviser Lolita complex på japansk kun til selve parafilien, mens lolicon også kan referere til et individ, der har denne parafili. Lolicon er et udbredt fænomen i Japan, hvor det hyppigt er genstand for videnskabelige artikler og kritik. Mange boghandlere og kiosker tilbyder åbent illustrerede lolicon-materialer, men politiaktioner har også fundet sted mod lolicon-manga. Der eksisterer også butikker, der specifikt er målrettet folk, der går efter lolicon. Kunderne beskrives ofte som funktionærer i alderen fra 20 til 30 år, der ikke brokker sig over de høje priser på lolicon-merchandise, så som figurer.
"Kawaii"-stilen (der oversættes som "nuttet") er ekstremt populær i Japan, hvor den optræder i mange typer manga/anime. En pige i skolealderen iført skoleuniform er også et erotisk symbol i Japan, og kan sammenlignes med billedet af en kvinde med et miniskirt i USA. Burusera-butikker sælger uvaskede trusser til mænd med lolicon complex, mænd kan date teenagere gennem terekura ("telefonklubber"), og skolepiger arbejder sort som prostituerede i Tokyo. Tilsammen skaber disse den "sære kollision mellem det hentai (-perverse) og det kawaii (-nuttede), der eksisterer i japansk kultur."
Omvendt ville den store kulturelle respekt forbundet med alderdommen gøre denne uforenelig med at portrættere ecchi-opførsel i manga, undtagen i en stærkt overdreven farcesammenhæng (typiske eksempler er "Dirty Old Men", Dragon Balls Muten-Rôshi, Master Happosai i Ranma ½).
Seksuelle manga indeholdende børn eller barnagtige figurer kaldes lolicon-manga. Disse er generelt lovlige i Japan, men børnepornografi blev gjort ulovlig i 1999. Lolicon-manga er ofte korte historier udgivet som dōjinshi eller i magasiner, der specialiserer sig i genren, så som Lemon People, Manga Burikko, og Comic LO. Ofte forekommende fokusemner for disse historier inkluderer tabu-forhold, så som et forhold mellem en lærer og en elev eller en bror og en søster, mens andre viser seksuelle eksperimenter mellem børn. Nogle lolicon-mangaer krydser med andre hentai-genrer, så som crossdressing og futanari. Kodomo no Jikan er et eksempel på en serie, der til trods for ikke at være pornografisk, bruger lolicon-temaer i sin historie.

### Oprindelse
Brugen af udtrykket "Lolita complex" i Japan, begynde i de tidlige 1970'ere med oversættelsen af Russell Trainers The Lolita Complex. Shinji Wada brugte ordet i sin Stumbling upon a cabbage field (キャベツ畑でつまづいて Kyabetsu-batake de tsumazuite), en Alice i Eventyrland mangaparodi i 1974. "Lolicon-manga"-genrens tætte relation til mangamediet begyndte med Hideo Azumas værker, så som The machine which came from the sea (海から来た機械 Umi kara kita Kikai) fra de tidlige 1980'ere. Azuma havde inden da udgivet nogle seksuelle manga indeholdende unge piger, i hans eget selvpublicerede magasin Cybele. Azumas værker blev populære blandt skoledrenge, da de fleste andre pornografiske manga indtil da kun havde indeholdt voksne kvinder påvirket af gekiga, men Azumas værker er ikke pornografiske som sådan, til trods for at de indeholder mange seksuelle elementer. Efter Azumas succes begyndte nogle pornografiske mangamagasiner, så som Manga Burikko og Lemon People, at bringe historier med førpubertetspiger. Gennem 1980'erne var nogle af de bemærkelsesværdige lolicon-mangaka, der blev udgivet i disse magasiner Nonki Miyasu, Kamui Fujiwara, Yoshito Asari og Aki Uchida.

### Kønsroller
Sharon Kinsella hævdede, at lolicon-manga var en sen-1980'eroverhaling af manga for piger, der inkluderede kærlighedshistorier om homoseksuelle mænd og parodier på drenge- og voksen-manga. Dette skete som flere mænd deltog i amatør-manga-festivaler, og nye amatørgenrer for drenge dukkede op på Comiket. Kinsella skelner mellem holdningerne til ligestilling af amatør-lolicon-manga og mandlige fans af pigers manga. Mens parodi-manga af kvinder latterliggør mandlige stereotyper og appellerer til både mandlige og kvindelige fans, indeholder lolicon-manga ofte "en kvindelig heltinde med store øjne og en krop, der både er yppig og barnagtig, sparsomt klædt i en dragt, som tilnærmelsesvis er en krydsning mellem en 1970'er bikini og en rumalderrustning." Sidstnævnte beskrivelse udtrykker både frygt og ønsket om unge kvinder, der er blevet mere og mere magtfulde i det japanske samfund. Kinsella bemærker, at dominerende britiske og amerikanske genrer og import af animationsfilm i 1990'erne er afledt af lolicon-manga, hvilket tyder på, at kvinder i alle disse lande har været igennem lignende sociale og kulturelle oplevelser.
Kvindelige magaka, der har tegnet, hvad der betegnes som lolicon, inkluderer Chiho Aoshima (The red-eyed tribe tavlen), Aya Takano (Universe Dream-vægmaleri), Kaworu Watashiya (Kodomo no Jikan), og Yukiru Sugisaki (Rizelmine). Mandelige inkluderer Henmaru Machino [Untitled (Green Caterpillar's Girl)], Hitoshi Tomizawa (Alien 9, Milk Closet), og Borne (skulpturer).
Den japanske animatør Hayao Miyazaki, sagde i et interview i Animage i 1988, at selvom han selv foretrækker at have kvindelige hovedpersoner, så "er det svært. De bliver med det samme brugt som rorikon gokko (legetøj for Lolita-complex-drenge)". I en vis forstand er det sådan, at hvis vi ønsker at vise en person, der er bekræftende for os, har vi intet andet valg, end at gøre dem så smukke som muligt. Men nu er der for mange mennesker, der skamløst afbilder (sådanne heltinder), som om de bare vil have sådanne piger som kæledyr, og tingene eskalerer mere og mere." Han udtrykte bekymring for, hvad dette kunne betyde for "menneskerettighederne for kvinder".

## Uden for Japan
I den vestlige verden har meningen af lolicon ændret sig meget, ligesom meningen af ord som anime, otaku og hentai. I vesten refererer lolicon til anime og manga, der indeholder seksuel eller erotisk portrættering af førpubertets- eller barnagtige personligheder, og er derved tæt på at have samme betydning, som det japanske udtryk lolicon-manga. Brugen af ordet lolicon i vesten, er en indikation af, at materialet åbenlyst, selv hvis dette ikke er udtrykt, er erotisk.

## Kontroverser
Love er blevet vedtaget for at kriminalisere "uanstændige billeder af børn, ligegyldig hvordan de er fremstillet" for at forhindre misbrug. Et argument er, at uanstændige fiktive billeder skildrer børn som sex-objekter og dermed bidrager til seksuelt misbrug af børn. Dette argument er dog blevet bestridt af påstanden om, at der ikke er noget videnskabeligt grundlag for denne forbindelse, og at begrænse seksuelle udtryk i tegninger eller animerede spil og videoer faktisk rettere ville kunne øge antallet af seksuelle forbrydelser, ved at fjerne en harmløs måde, at få afløb for ønsker, der ellers kunne motivere kriminalitet. Dette er eksemplificeret i et tilfælde, hvor en mand fra Virginia ved sin anholdelse hævdede, at han, efter at have set lolicon på et offentligt bibliotek, var stoppet med at samle på rigtig børnepornografi, og i stedet var skiftet til lolicon.
Kulturkritikeren Hiroki Azuma sagde, at meget få af dem, der læser lolicon-manga begår forbrydelser. I otaku-kulturen er lolicon den "mest kontroversielle form for oprør" mod samfundet.
Milton Diamond og Ayako Uchiyama har observeret en stærk sammenhæng mellem den dramatiske stigning af pornografisk materiale i Japan fra 1970'erne og fremad, og det dramatiske fald i rapporterede seksuelle overfald, herunder forbrydelser af yngre og overfald på børn under 13 år. De refererer til lignende fund i Danmark og Vesttyskland. I deres opsummering skriver de, at bekymringen for om lande, der har udbredt tilgængelighed af seksuelt eksplicit materiale, også ville lide under en stigning af seksuelle forbrydelser, ikke blev valideret; og at faldet i seksuelle forbrydelser i Japan i den nævnte periode kunne være påvirket af en række faktorer de havde beskrevet i deres studie.
Sharon Kinsella observerede en stigning i udokumenterede artikler om skolepigers prostitution i medierne i slutningen af 1990'erne, og spekulerede på om disse ubeviste rapporter blev udviklet som et modargument for den øgede mængde rapporter om "komfortkvinder". Hun spekulerede på om "Det kan være, at billedet af glade piger, der sælger sig selv frivilligt annullerer det andet skyldige billede." 
En japansk non-profitorganisation kaldet CASPAR, har hævdet at lolicon og andre anime-magasiner og spil opfordrer til seksuelle forbrydelser. Gruppen, der blev grundlagt i 1989, går ind for regulering af skildring af mindreårige i pornografiske magasiner og computerspil. Offentlig opmærksomhed blev lagt på dette emne, da Tsutomu Miyazaki kidnappede og myrdede fire piger i alderen fra 4 til 7 i 1988 og 1989, og begik nekrofili på deres lig. Tokyos højesteret fastslog at han ikke var sindssyg og erklærede, at "mordene var overlagt og skyldtes Miyazakis seksuelle fantasier". Han blev henrettet ved hængning for sine forbrydelser den 17. juni 2008.
Offentlighedens følelser mod seksuelle tegneserieskildringer af mindreårige blev genoplivet i 2005, da en dømt sexkriminel, som blev anholdt for mordet på en syvårig pige i Nara, var mistænkt som et lolicon. Til trods for mediernes spekulationer, blev det konstateret, at morderen, Kaoru Kobayashi, kun sjældent havde interesse for manga, spil og dukker. Han hævdede dog at være blevet interesseret i små piger efter at have set animeret pornografisk video, da han var gymnasieelev. Han blev dømt til døden ved hængning.
Ifølge Michiko Nagaoko, direktør for en non-profit-organisation i Kyoto, kaldet Juvenile Guide (grundlagt i 2003), indeholder omkring halvdelen af de 2.000 pornografiske animationstitler distribueret i Japan hver år, inklusiv film og computerspil, skolepigefigurer.
Den 11. marts 2008 udsendte UNICEF i Japan en opfodring om yderligere stramning af børnepornografilove i Japan, herunder forbuddet mod seksuelle skildringer af mindreårige i manga, anime og computerspil. Et sådant forbud er imidlertid ikke blevet overvejet af Japans embedsmænd på nuværende tidspunkt.

## Fodnoter
1. ↑  Mead, Rebecca (18. marts 2002). "Shopping rebellion; what the kids want. (Letter from Tokyo)". The New Yorker. Arkiveret fra originalen 16. juli 2012. Hentet 13. januar 2008.
2. ↑  "ロリコン" (japansk). Sanseido. Arkiveret fra originalen 21. juni 2013. Hentet 7. januar 2008. An abbreviation for "lolita complex". (ロリータコンプレックスの略． Rorīta Konpurekkusu no hobo.)
3. 1 2  Darling, 82.
4. 1 2  Rosemary Feitelberg (22. juni 2007). "On the drawing board. (Lehmann Maupin gallery)". Women's Wear Daily. Arkiveret fra originalen 22. maj 2015. Hentet 13. januar 2008.
5. ↑  "ロリコン" (japansk). SPACE ALC. Hentet 7. januar 2008.
6. 1 2 3  Kinsella, 305.
7. 1 2 3  "'Rorikon' trade nurturing a fetish for young females". Japan Today. 22. marts 2004. Arkiveret fra originalen 21. juni 2013. Hentet 13. januar 2008.
8. 1 2 3 4  Tony McNicol (27. april 2004). "Does comic relief hurt kids?". The Japan Times. Arkiveret fra originalen 27. maj 2012. Hentet 18. januar 2008.
9. 1 2  "「ホットライン運用ガイドライン案」等に対する意見の募集結果について" (japansk). Internet Association Japan. 31. maj 2006. Hentet 10. januar 2008.
10. 1 2  Milton Diamond og Ayako Uchiyama (1999). "Pornography, Rape and Sex Crimes in Japan". International Journal of Law and Psychiatry. 22 (1): 1-22. doi:10.1016/S0160-2527(98)00035-1. Hentet 6. januar 2008.
11. ↑  McLelland, Mark. The World of Yaoi: The Internet, Censorship and the Global “Boys’ Love” Fandom Arkiveret 19. juli 2008 hos  Wayback Machine Australian Feminist Law Journal, 2005.
12. ↑  "Barnpornografibrott" (svensk). The Swedish Police. Hentet 16. april 2009.
13. ↑  "House wants to ban pornographic cartoon". House of Representatives of the Philippines. Hentet 16. april 2009.
14. 1 2 3 4  Kinsella, Sharon (2000). Adult Manga. University of Hawai'i Press. ISBN 0-8248-2318-4.
15. ↑  "The Darker Side of Cuteness," The Economist, May 8, 1999.
16. ↑  "Breaking the Mold," Sydney Morning Herald, October 7, 1995
17. ↑  Willis Witter (6. april 1997). "Teen prostitutes sell favors after school in Tokyo". The Washington Times. Arkiveret fra originalen (betaling påkrævet) 6. september 2017. Hentet 13. januar 2008.
18. ↑  "TURNING JAPANESE? ;TURNING JAPANESE? I REALLY THINK SO," by Nick Currie. The Herald (Glasgow), 26. september, 1998.
19. ↑  Gelder, Ken. The Subcultures Reader, 2nd ed. Oxon: Routledge, 2005. p. 547. ISBN 0-415-34415-8
20. ↑  Tim Richardson (18. maj 1999). "Child porn banned in Japan". The Register. Hentet 18. januar 2008.
21. ↑  Shinji Wada, "Kyabetsu-batake de tsumazuite" in Bessatsu Margaret, June, 1974, p.121
22. ↑  Maruta Hara and Kazuo Shimizu, "The Lolicon Dōjinshi Reviews" (ロリコン同人誌レビュー Rorikon dōjinshi rebyū)azicon1.at.infoseek.co.jp Arkiveret 9. november 2006 hos  Wayback Machine  (Webside ikke længere tilgængelig): Oktober 2008) i Apple Pie, Marts, 1982, s.116 (japansk)
23. ↑  Kinsella, 304.
24. 1 2  Darling, 82. Kinsella, 306.
25. ↑  Kinsella, 307.
26. ↑  Darling, 85–6.
27. ↑  Darling, 86.
28. ↑  Jason DeAngelis (29. maj 2007). "Seven Seas Entertainment Talks about Nymphet". Anime News Network. Hentet 18. januar 2008. ...those who are speaking out against Nymphet seem to be disturbed by the relationship between two characters in the story, namely an elementary school student and her adult teacher.
29. ↑  "Rizelmine (book review)". Publishers Weekly. 19. september 2005. Arkiveret fra originalen 27. maj 2012. Hentet 18. januar 2008. ...this irrational and unsettling love story will disturb all but the most dedicated shonen manga otaku.
30. ↑  original source: Animage, vol. 125, November 1988 Hentet 8. juni, 2007.
31. ↑  "Glossary Entry: Lolicon". Anime Meta-Review. Hentet 6. januar 2008.
32. ↑  "Does comic relief hurt kids? | The Japan Times Online". Search.japantimes.co.jp. Arkiveret fra originalen 27. maj 2012. Hentet 17. september 2008.
33. ↑  Fejl ved kald til Skabelon:Citat pressemeddelelse: Parameteren titel skal angives
34. ↑  I Free Speech Coalition v. Reno Arkiveret 22. november 2010 hos  Wayback Machine (senere Ashcroft v. Free Speech Coalition), fastslog retten at "[f]actual studies that establish the link between computer-generated child pornography and the subsequent sexual abuse of children apparently do not yet exist."
35. ↑  Mike Allen (7. oktober 2006). "Man will serve 10 months for child porn". The Roanoke Times. Arkiveret fra originalen 8. juli 2009. Hentet 7. januar 2008.
36. 1 2  "Lolicon Backlash in Japan" Anime News Network (13. januar 2005). Hentet 7. juni, 2007.
37. ↑  "Serial killer Miyazaki must hang: Supreme Court", The Japan Times. (18. januar 2006). Hentet 7. juli, 2007.
38. ↑  "Court rules serial killer Miyazaki sane", The Japan Times, (29. juni 2001). Hentet 7. juni, 2007.
39. ↑  "Reports: Japan executes man convicted of killing and mutilating young girls in 1980s". International Herald Tribune. 17. juni 2008. Arkiveret fra originalen 4. august 2008. Hentet 17. juni 2008.
40. ↑  "Otaku harassed as sex-crime fears mount". The Japan Times. 6. februar 2005. Arkiveret fra originalen 16. december 2007. Hentet 6. januar 2008.
41. 1 2  "Child porn, if animated, eludes regulators", by Akemi Nakamura, The Japan Times. (18. maj 2005). Hentet 7. juni, 2007.
42. ↑  Reynolds, Isabel. "UNICEF says Japan failing to control child porn". Reuters. Arkiveret fra originalen 15. marts 2008. Hentet 11. marts 2008.
43. ↑  McCurry, Justin. "Japan to outlaw possession of child porn". The Guardian. Hentet 11. marts 2008.